# Außenministerium der Volksrepublik China

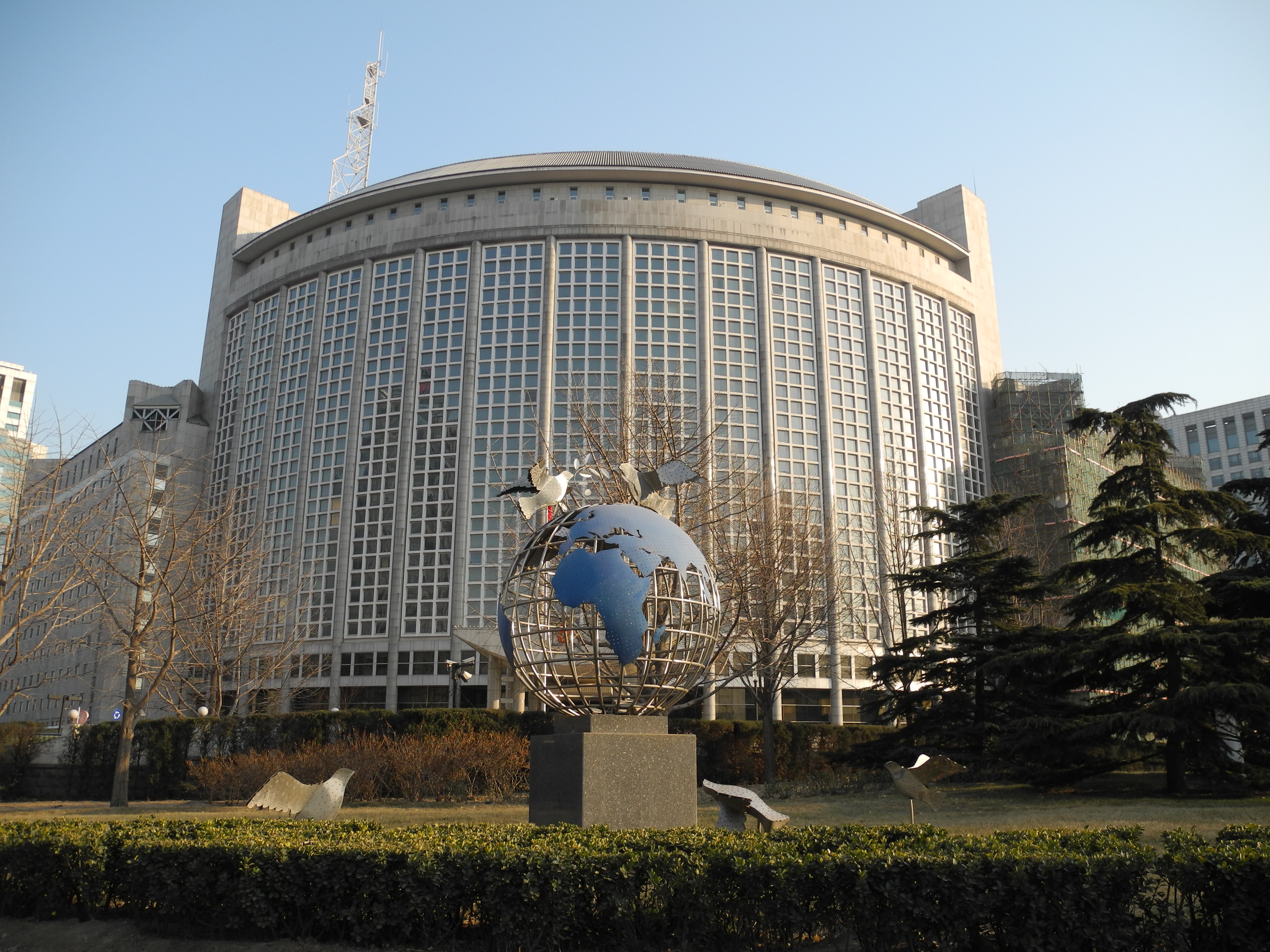
Das Gebäude des chinesischen Außenministeriums

Das Außenministerium der Volksrepublik China (chinesisch 中华人民共和国外交部, Pinyin Zhōnghuá Rénmín Gònghéguó Wàijiāobù, englisch Ministry of Foreign Affairs, kurz MOFA oder MFA) ist ein Ministerium der Chinesischen Regierung und Exekutivorgan der Außenpolitik und Botschaft. Das Ministerium wird von dem Außenminister geleitet und hat seinen Sitz in der Stadt Peking.

## Struktur
- Büro für allgemeine Angelegenheiten (办公厅)
- Abteilung für politische Forschung und Studie (政策研究司)
- Abteilung für asiatische Angelegenheiten (亚洲司)
- Abteilung für westasiatische und nordafrikanische Angelegenheiten (西亚北非司)
- Abteilung für afrikanische Angelegenheiten (非洲司)
- Abteilung für europäische und zentralasiatische Angelegenheiten (欧亚司)
- Abteilung für europäische Angelegenheiten (欧洲司)
- Abteilung für nordamerikanische und ozeanische Angelegenheiten (北美大洋洲司)
- Abteilung für lateinamerikanische Angelegenheiten (拉丁美洲司)
- Abteilung für internationale Beziehungen (国际司)
- Abteilung für Rüstungskontrolle (军控司)
- Abteilung für Abkommen und Gesetze (条约法律司)
- Presseabteilung (新闻司)
- Protokollabteilung (礼宾司)
- Abteilung für konsularische Angelegenheiten (领事司)
- Abteilung für Angelegenheiten zu Hongkong, Macau und Taiwan (港澳台司)
- Übersetzungsbüro (翻译室)
- Personalabteilung (干部司)
- Finanzabteilung (财务司)
- Archiv (档案馆)